# Malaysia i olympiska sommarspelen 1972
Malaysia deltog med 45 deltagare vid de olympiska sommarspelen 1972 i München. Ingen av landets deltagare erövrade någon medalj.